# Вейверлі (округ Франклін, Нью-Йорк)
Вейверлі (англ. Waverly) — місто (англ. town) в США, в окрузі Франклін штату Нью-Йорк. Населення — 963 особи (2020).

## Демографія
Згідно з переписом 2010 року, у місті мешкали 1022 особи в 443 домогосподарствах у складі 272 родин. Було 856 помешкань
Расовий склад населення:
| - 97,6 % — білих - 0,8 % — корінних американців - 0,2 % — чорних або афроамериканців - 0,1 % — азіатів |

До двох чи більше рас належало 1,4 %. Частка іспаномовних становила 1,8 % від усіх жителів.
За віковим діапазоном населення розподілялося таким чином: 21,2 % — особи молодші 18 років, 62,8 % — особи у віці 18—64 років, 16,0 % — особи у віці 65 років та старші. Медіана віку мешканця становила 45,1 року. На 100 осіб жіночої статі у місті припадало 92,5 чоловіків;  на 100 жінок у віці від 18 років та старших — 94,4 чоловіків також старших 18 років.
Середній дохід на одне домашнє господарство  становив 48 889 доларів США (медіана — 41 705), а середній дохід на одну сім'ю — 58 848 доларів (медіана — 48 750). Медіана доходів становила 53 750 доларів для чоловіків та 30 417 доларів для жінок. За межею бідності перебувало 26,7 % осіб, у тому числі 49,7 % дітей у віці до 18 років та 13,4 % осіб у віці 65 років та старших.
Цивільне працевлаштоване населення становило 354 особи. Основні галузі зайнятості: освіта, охорона здоров'я та соціальна допомога — 28,8 %, будівництво — 20,1 %, публічна адміністрація — 13,3 %, мистецтво, розваги та відпочинок — 12,4 %.